# Scotts Bluff National Monument
Le Scotts Bluff National Monument est un monument national se situant dans l’État du Nebraska aux États-Unis. Il constitue un point de repère important du XIXe siècle situé sur la piste de l'Oregon et  sur la piste des Mormons. Il s'agit d'un monument national formé de plusieurs falaises (collines escarpées) sur le côté sud de la North Platte River ; son nom vient d'une falaise saillante appelée Scotts Bluff, dont le point culminant s'élève à plus de 240 m au-dessus des plaines. Le monument est composé de cinq formations rocheuses nommées Crown Rock, Dome Rock, Eagle Rock, Saddle Rock, et Sentinel Rock.
Les noms du comté de Scotts Bluff et de la ville de Scottsbluff, Nebraska, viennent de ce point de repère.

## Histoire
Le groupement de falaises fut tracé par les migrants européens en 1812 lors de l'expédition de Fort Astoria composée de marchands de fourrures voyageant le long de la rivière. Les membres de l'expédition notèrent les falaises comme les premières grandes formations rocheuses situées le long de la rivière, à l'endroit même où les Grandes Plaines commençaient à laisser place aux pieds des montagnes Rocheuses. Leurs constatations ne furent que très peu diffusées en raison de la guerre anglo-américaine de 1812. En 1823, les explorateurs retrouvèrent la route conduisant aux montagnes Rocheuses, les marchands de fourrures de la région comptaient sur les falaises comme point de repère. Les américains européens donnèrent à la falaise la plus importante le nom de Hiram Scott, un marchand de fourrures qui était mort près de cette falaise en 1828.
Des marchands de fourrures, des missionnaires, et des expéditions militaires se mirent à passer régulièrement devant Scotts Bluff dans les années 1830. Tel fut le cas, à partir de 1841, lorsque des multitudes de colons partirent en direction de l'ouest, empruntant l'itinéraire connu sous le nom d'Emigrant Trail (en), pour se rendre dans l'Oregon, et plus tard en Californie et dans l'Utah. Les équipages utilisaient la falaise comme un important point de repère pour la navigation. La piste traversait Mitchell Pass, une brèche située dans les falaises et flanquée de deux falaises plus importantes encore. Bien que tortueuse et dangereuse, la route traversant Mitchell Pass était celle que beaucoup d'émigrants préfèraient emprunter plutôt que de suivre le bas de la North Platte River, située sur le côté nord de la falaise. La traversée du Mitchell Pass (en) devint une étape importante pour de nombreux équipages lorsqu'ils se rendaient vers l'ouest.
Lors de l'un de ses premiers déploiements d'ingénierie, le Corps des ingénieurs de l’armée des États-Unis construisit une route plus régulière à travers Mitchell Pass au début des années 1850. L'utilisation de l'Emigrant Trail s'estompa en 1869, à la suite du remplacement de la piste par le premier chemin de fer transcontinental qui venait de s'achever.
La ville de Gering, Nebraska, a été fondée près du pied de la falaise en 1887, et celle de Scottsbluff, située de l'autre côté de la North Platte River, en 1900. Séparées (ou reliées) par le fleuve, les deux villes ont depuis grandi ensemble et forment désormais la 6e plus grande zone urbaine du Nebraska.
À la suite de la création d'habitations permanentes à proximité, des résidents et des voyageurs choisirent la falaise comme destination en raison des vues imprenables qu'elle offrait de la plaine s'étendant vers l'est, des collines et des montagnes vers l'ouest, et de la vallée de la rivière entre les deux. Au fil des ans, des promoteurs construisirent diverses pistes conduisant à la falaise, mais la plupart d'entre elles étaient précaires et dangereuses. Au début du XXe siècle, le National Park Service créa une piste plus sûre et plus moderne pour un meilleur accès.

## Orthographe
Il y a toujours eu un certain litige quant à l'orthographe correcte de cette caractéristique géomorphologique, en particulier à l'égard de l'apostrophe. Par exemple, sur une carte de John C. Frémont datant de 1843 et intitulée Map of an Exploratory Expedition to the Mountains in 1842 (Carte d'une expédition exploratoire dans les montagnes en 1842), il était noté le nom de Scott's Bluff (avec une apostrophe). Sur une autre carte militaire plus ancienne du Nebraska et des Dakota, publiée en 1875 par G. K. Warren, l'apostrophe avait disparu et il était simplement noté le nom de Scotts Bluff. On trouve de nombreux autres exemples avec ou sans apostrophe à la fin du XIXe siècle et au début du XXe siècle. Dans une décision finale rendue le 11 juin 1941 par l'United States Board on Geographic Names, le nom Scotts Bluff (sans apostrophe) fut officiellement adopté.

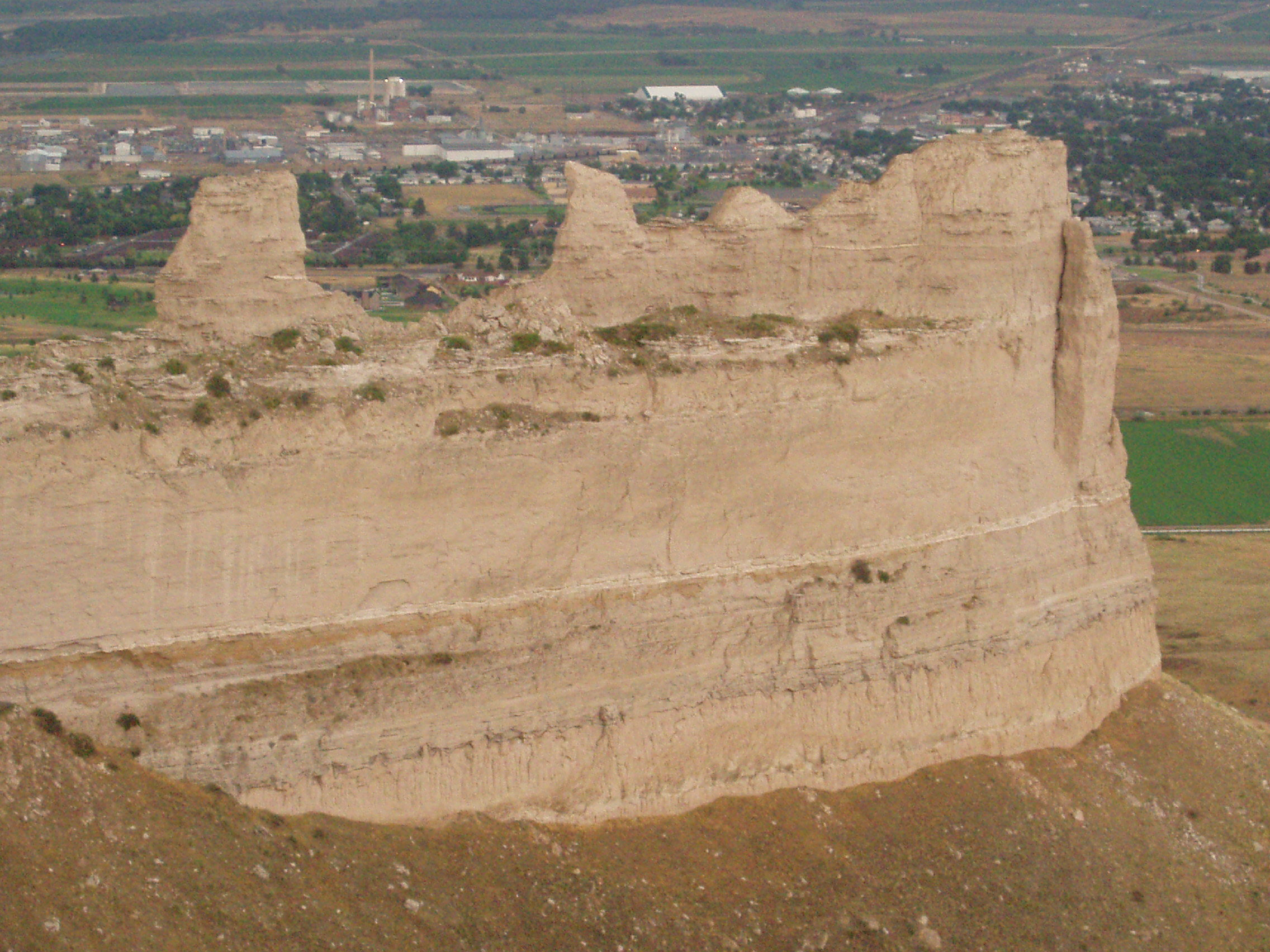
Vue du sommet.
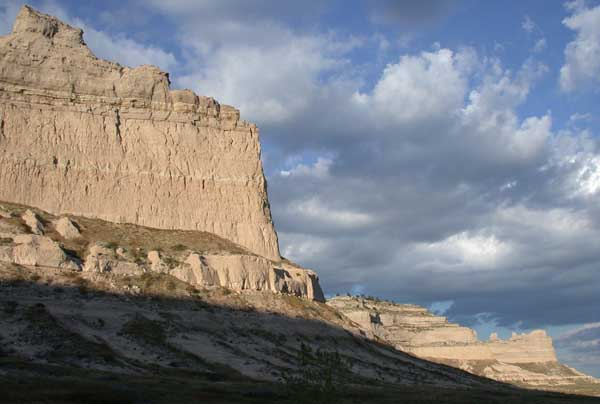
Vue vers le nord-est, à partir du Mitchell Pass.
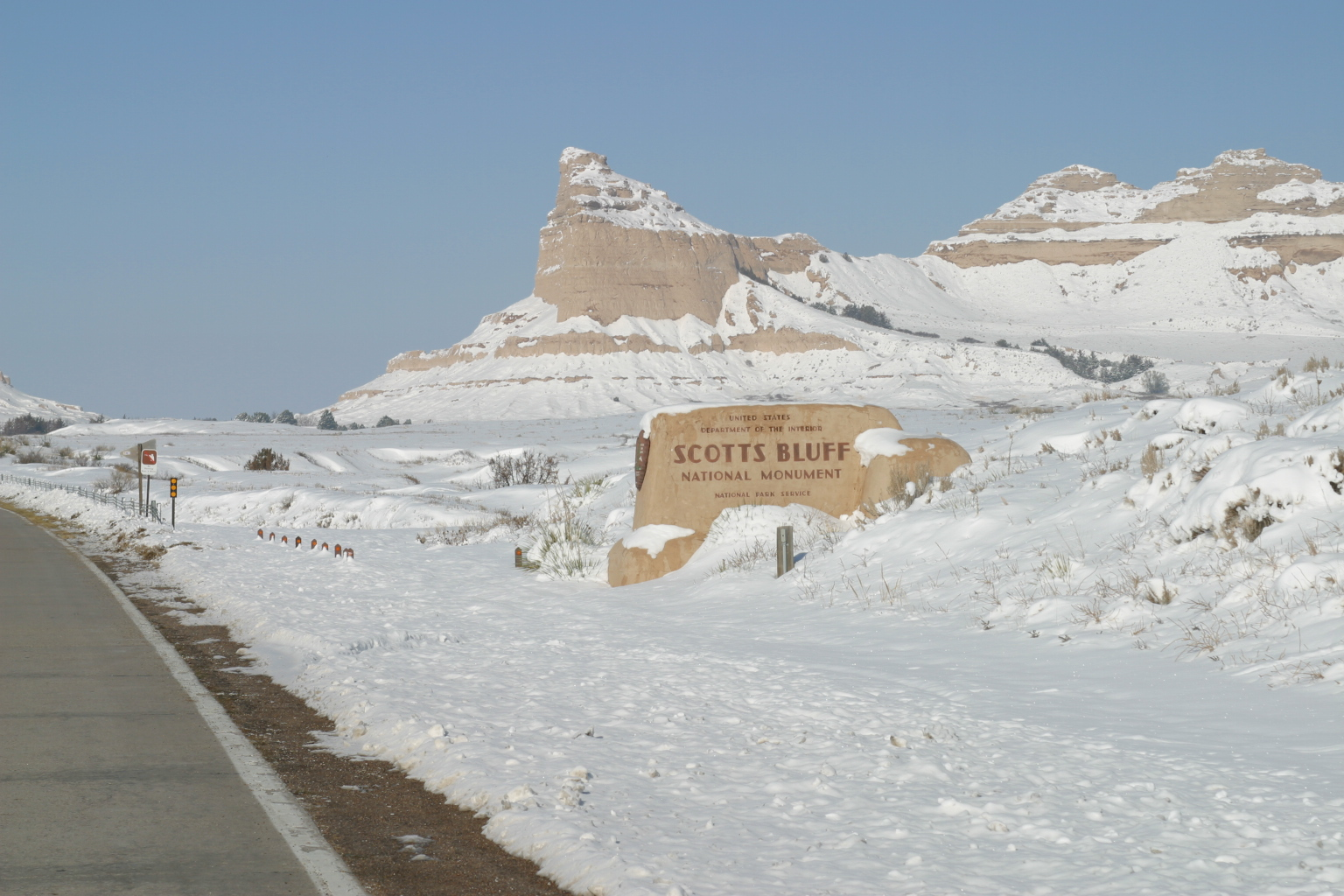
Scotts Bluff pendant l'hiver (Nov. 2002).
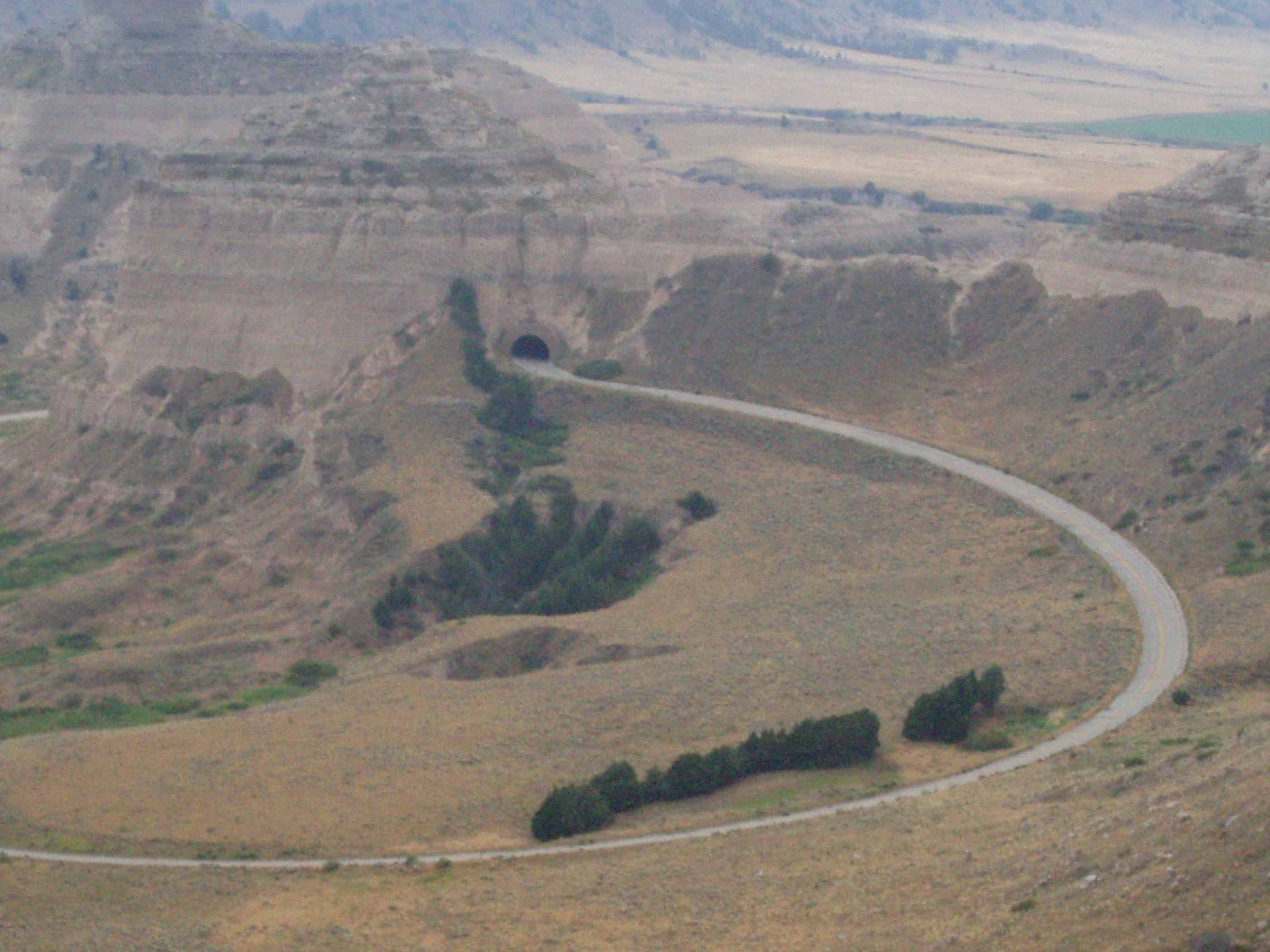
Tunnel traversant Scotts Bluff.
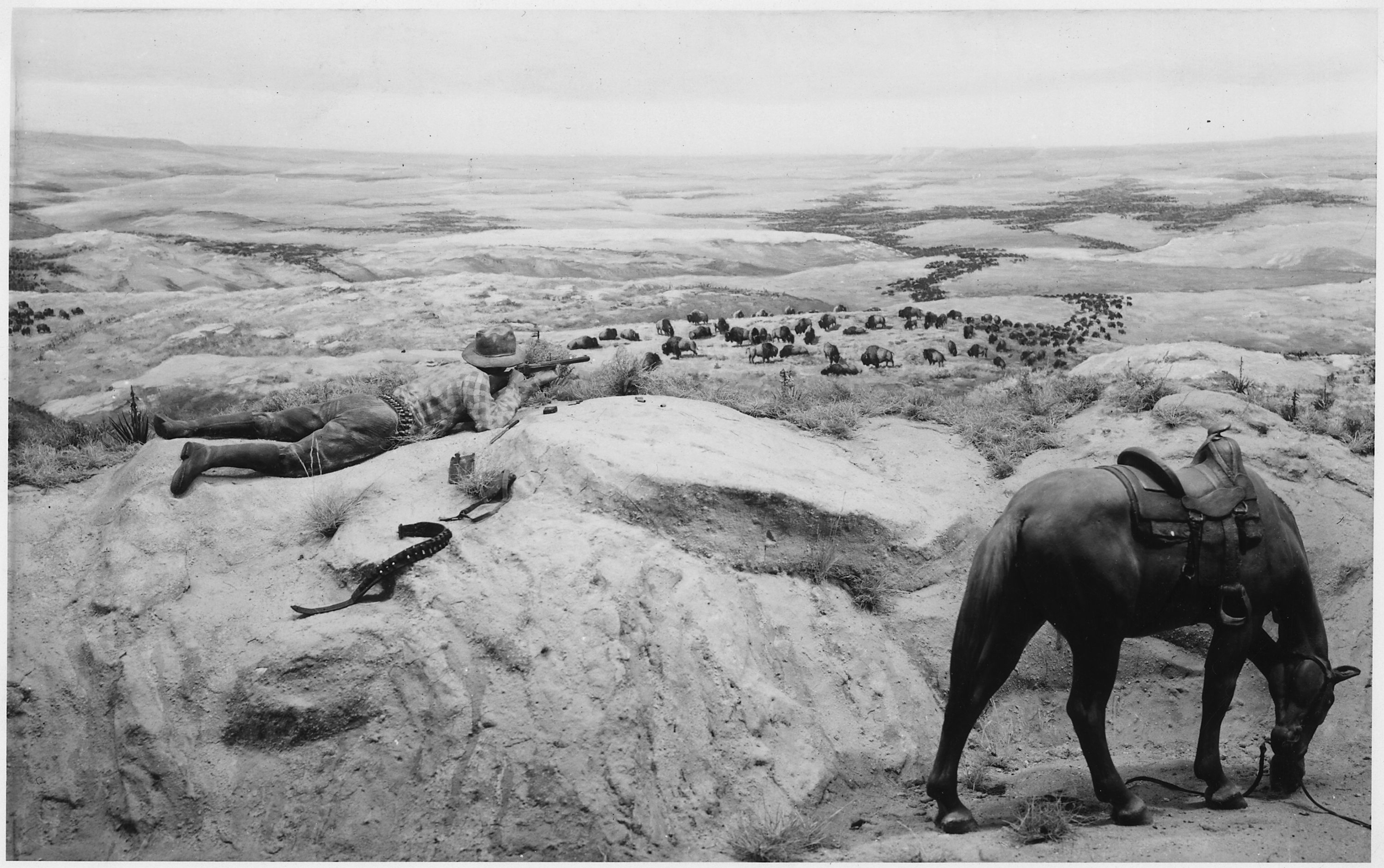
Un troupeau de bisons en 1934.

## Pistes
Pistes situées au sommet :
- La North Overlook Trail est une piste asphaltée de 0,80 km partant du parc de stationnement situé au sommet et surplombant la North Platte River Valley (Vallée de la North Platte River). Les visiteurs peuvent atteindre le point culminant de la falaise, à 1 420 m au-dessus du niveau de la mer.
- La South Overlook Trail est une piste asphaltée de 0,64 km partant du parc de stationnement situé au sommet et se dirigeant vers le sud. Depuis le haut, on peut voir le centre des visiteurs ainsi que Mitchell Pass.
- La Saddle Rock Trail, part du centre des visiteurs et monte 133 m sur 2,6 km. Le premier tiers de la piste se situe plutôt au niveau du centre des visiteurs jusqu'à Scott's Spring. De là, la piste monte rapidement une grande partie des 133 m sur 1,3 km.
- L'Oregon Trail Pathway est une courte piste montant 26 m sur 0,80 km. La piste part de l'exposition de chariots Murphy et Conestoga et se termine au Mitchell Pass.
- La Bike Path est la seule piste disponible pour les utilisateurs autres que les randonneurs. Elle part du centre des visiteurs pour arriver à la frontière est du parc. Elle descend 15 m sur 1,9 km.

## Monument national
Le ministère de l'Intérieur a donné à Scotts Bluff, ainsi qu'à plusieurs falaises situées à proximité, l'appellation de Monument National le 12 décembre 1919 ; leur gestion a été placée sous le contrôle du National Park Service, créé seulement trois ans auparavant.
L'Oregon Trail Museum and Visitor Center (bâtiment abritant le musée de l'Oregon Trail et le centre d'accueil des visiteurs) a été construit à la base de la falaise servant de point de départ aux randonnées guidées dans les falaises. Des expositions se concentrent sur l'expansion vers l'ouest et les pionniers, les dessins et les peintures de William Henry Jackson, et sur la géologie et la paléontologie de la région.
Dans les années 1930, pendant la Grande Dépression, une route menant au sommet de Scotts Bluff fut construite par le Civilian Conservation Corps, crée sous l'administration du président Franklin D. Roosevelt. Cette route, permettant d'accéder au sommet plus facilement, traverse trois tunnels.
Tous les sites historiques administrés par le National Park Service ont été inscrits au Registre national des lieux historiques (Centre des monuments nationaux) le 15 octobre 1966, lors de sa création.

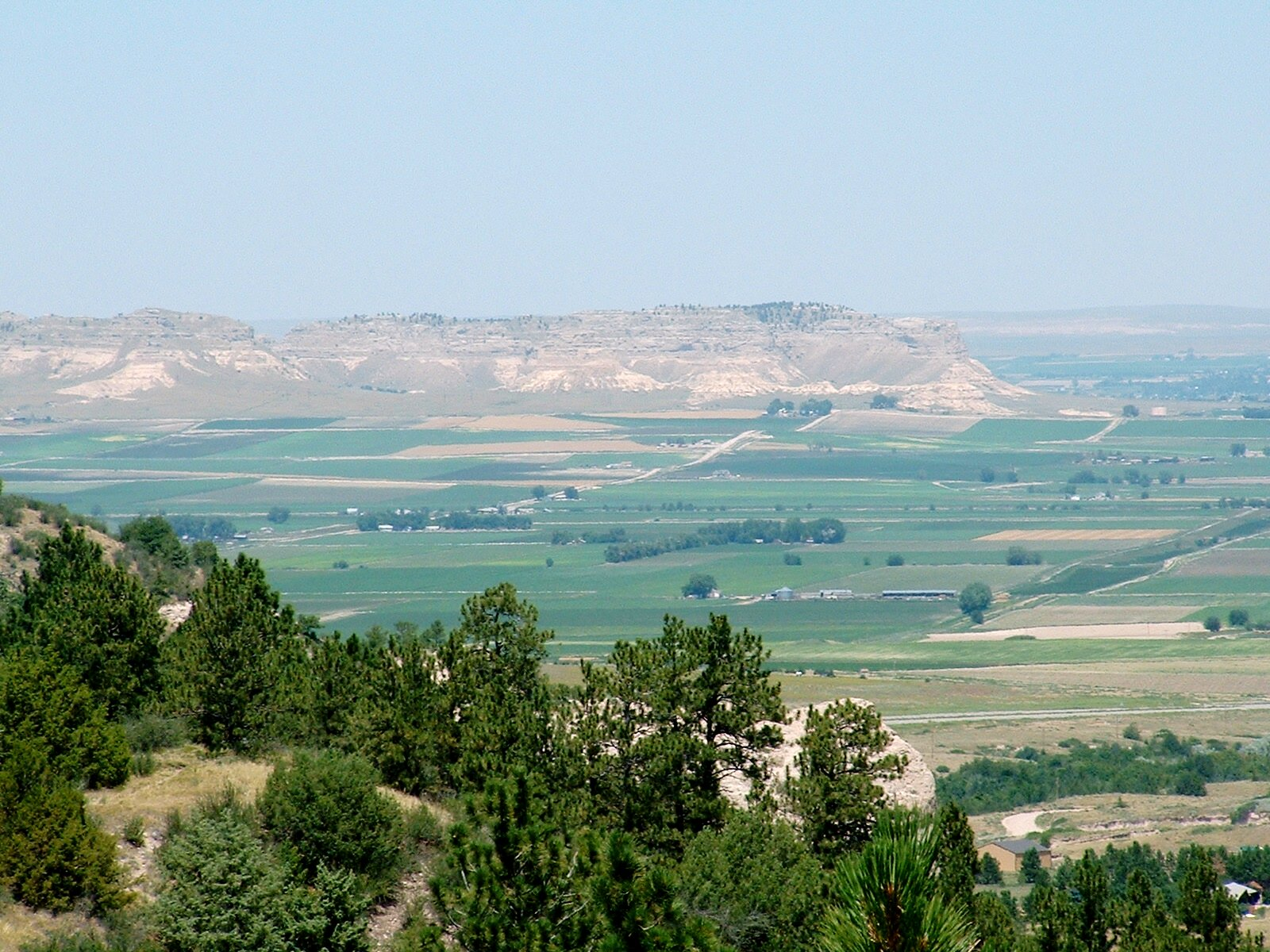
Vue vers le nord-nord-ouest sur le Scottsbluff National Monument, Gering, Nebraska.
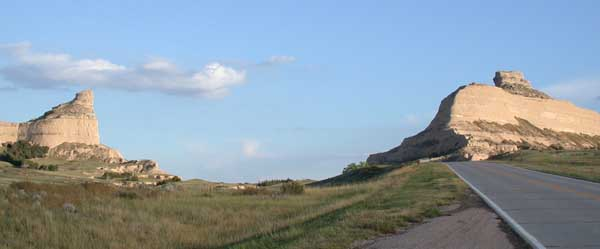
Mitchell Pass, vue vers l'est.
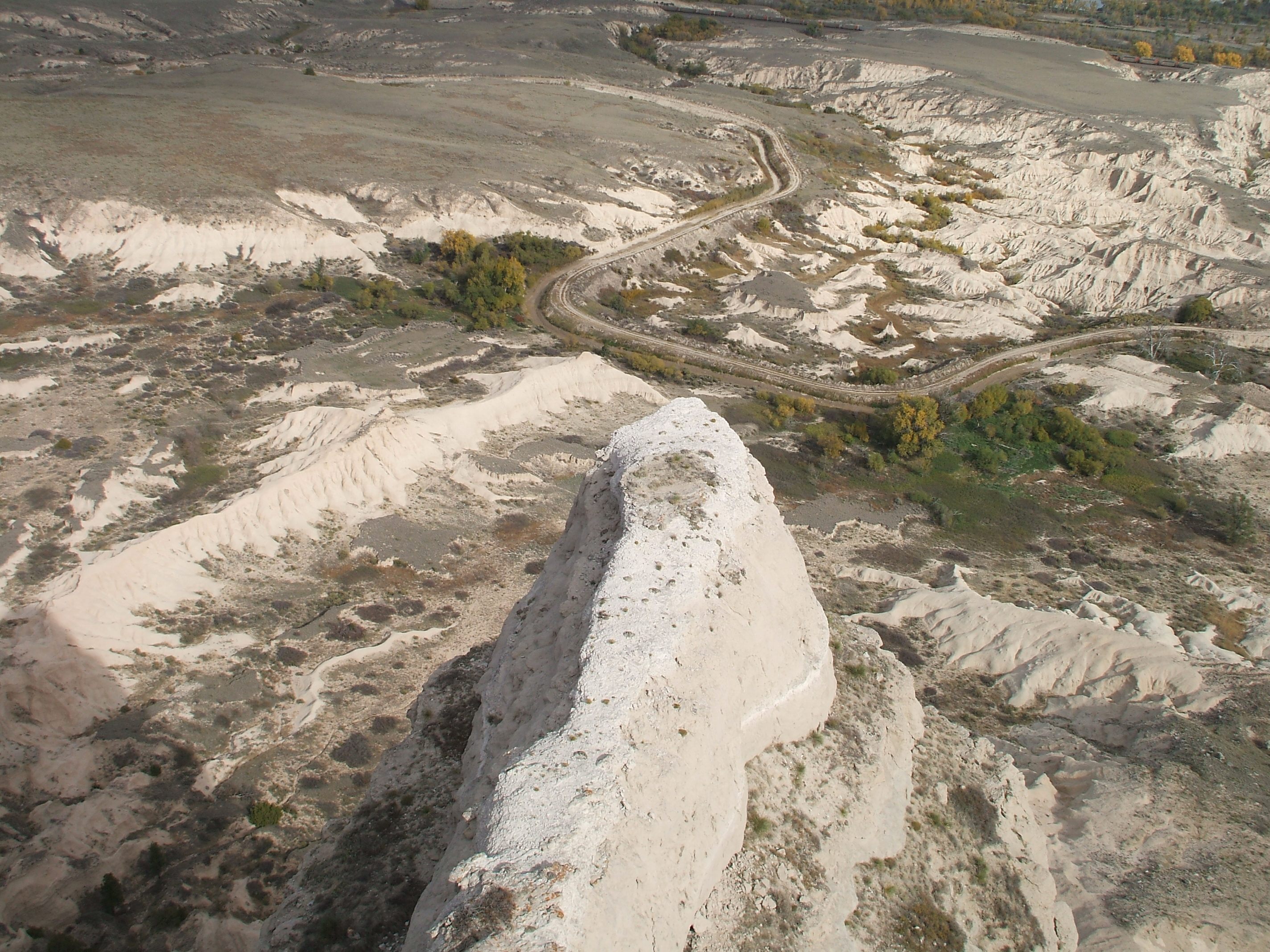
Vue vers le bas, sur la route et un fossé d'irrigation au nord-est du Scotts Bluff National Monument.
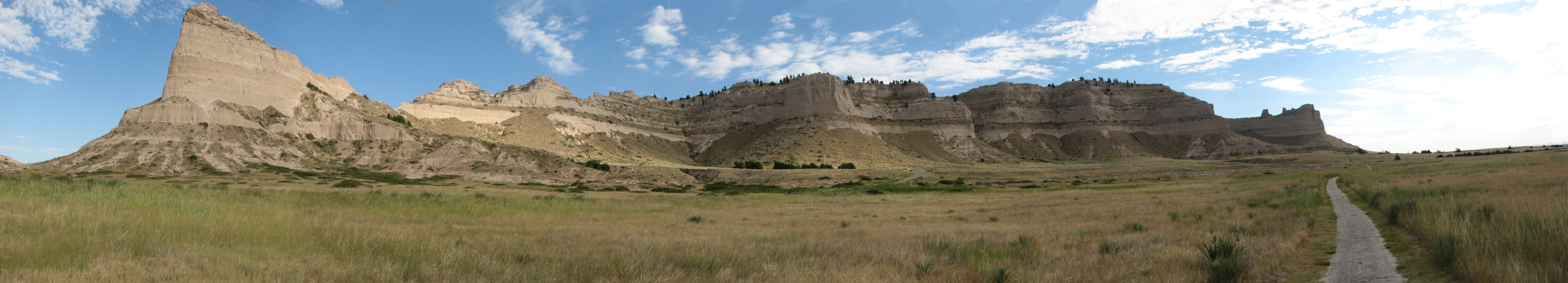
Piste cyclable visible sur la droite.